# Иван Радоев (футболист)
Вижте пояснителната страница за други личности с името Иван Радоев.
Иван Радоев (9 септември 1901 г. – 4 август 1985 г.), наричан по прякор Баба Рада, е български футболист, защитник, както и треньор по футбол.

## Кариера
Играл е за Левски (София) от 1918 до 1928). Изиграл е 75 шампионатни мача и 45 международни срещи. Вицешампион през 1925 г. Има 4 мача за националния отбор. Включен е в първия национален отбор и участва на ОИ-1924 г. в Париж. Отличава се със стабилна и сърцата игра. Дългогодишен треньор в редица отбори в страната на обществени начала, после на Левски (Сф). През 1948 г. завършва Държавната треньорска школа. Под негово ръководство отборът печели шампионските титли през 1946, 1947 и 1950 и става носител на КСА през 1946, 1947 и 1950 г. Начело на Славия (носител на КСА през 1952 г.), Локомотив (Пловдив), Берое, Ботев (Враца), Марек, Хебър и др. Треньор на „А“ националния отбор в 8 мача (1939, 1942, 1947, 1950). „Заслужил треньор“ от 1965 г.